# Štěpán Harazim
Štěpán Harazim (* 13. července 2000, Štěpánkovice) je český fotbalový obránce a bývalý mládežnický reprezentant, který hraje za FC Hradec Králové.

## Klubová kariéra
Harazim začal s fotbalem v Sokolu Štěpánkovice, ze kterého se později přesunul do SFC Opava, jehož je odchovancem. 

### SFC Opava
V roce 2011 přišel do SFC Opava, ve kterém působil následujících 10 let. Debut v nejvyšší soutěži si připsal 27. května 2020 proti Karviné, kdy odehrál celý zápas, který skončil nerozhodně 0:0. I přes podepsanou dlouholetou smlouvu v A-týmu za rok přestoupil k takzvaným Votrokům.

### FC Hradec Králové
1. července 2021 přestoupil do Hradce Králové. Prvního ligové branky za Hradec se dočkal 1. října 2023, ve východočeském derby proti Pardubicím, kdy v 61. minutě vyrovnával na konečný stav 1:1. Aktuální smlouva mu vyprší v létě 2027.

## Reprezentační kariéra
V roce 2023 byl nominován do výběru české reprezentace do 21 let na zápas proti Belgii, utkání však proseděl na střídačce.

## Osobní život
Jeho strýc, Pavel Harazim, je bývalý prvoligový fotbalista.